# Colonia Ladislao Moreno
Colonia Ladislao Moreno är en ort i Mexiko.   Den ligger i kommunen Tecomán och delstaten Colima, i den södra delen av landet, 500 km väster om huvudstaden Mexico City. Colonia Ladislao Moreno ligger 32 meter över havet och antalet invånare är 686.
Terrängen runt Colonia Ladislao Moreno är huvudsakligen platt, men åt nordväst är den kuperad. Terrängen runt Colonia Ladislao Moreno sluttar söderut. Runt Colonia Ladislao Moreno är det ganska tätbefolkat, med 124 invånare per kvadratkilometer. Närmaste större samhälle är Tecoman, 4,2 km öster om Colonia Ladislao Moreno. Trakten runt Colonia Ladislao Moreno består till största delen av jordbruksmark.